# 中島Ha-44發動機
中島Ha-44發動機（日语：ハ44エンジン）乃日本中島飛機公司研發製造的氣冷式星型飛機用活塞發動機，內部代號為「BH」，採複列18汽缸、底置凸輪軸（over head valve，縮寫成OHV）、離心式機械增壓的配置。大日本帝國陸軍命名成Ha-219（日语：ハ219），大日本帝國海軍命名編號為NK11，而Ha-44則是陸、海二軍後來的統合命名。

## 概要
Ha-5和Ha-44皆是以單列9汽缸壽發動機為底本而發展，Ha-5發展成複列14汽缸、Ha-44則是複列18汽缸的構造。從1942年（昭和17年）7月中島飛機開始投入研發，一直到第二次世界大戰結束為止，Ha-44總計製造了23具。其中配備渦輪增壓器的性能提升版本Ha-44-12ru（Ha219ru〔〕），搭載於試作的中島Ki-87戰鬥機上，因故並未正式量產。
第二次世界大戰中期中島知久平開始主導「富嶽轟炸機」計劃，最困難的地方在於撐起這種大型戰略轟炸機航向天空的發動機。原本計劃將全日本功率最高的Ha-44複列18汽缸發動機串聯，製成四列36汽缸的「Ha-54發動機」（中島內部代號D-BH，D代表Double），但伴隨而來的冷卻問題卻難倒了開發團隊。所以後來改用Ha-44發動機應急，也考慮串聯6具三菱Ha-50發動機的方案。但是日本相繼在菲律賓海海戰、塞班島戰役失敗後，最大支持者首相東條英機下臺，該計劃只得中止。

## 規格

### Ha-44-12
- 型式：氣冷複列式18汽缸星型引擎
- 排氣量：48.2公升
- 全長：2,110mm
- 外徑：1,280mm
- 缸徑×行程：146mm×160mm
- 乾燥重量：1,150公斤
- 機械增壓器：離心式1段2速
- 供油方式：化油器
- 壓縮比：7.2：1
- 額定馬力：
  - 2,300hp / 2,700rpm / 推進+350mmHg / 高度2,700公尺
  - 2,050hp / 2,700rpm / 推進+350mmHg / 高度6,400公尺
- 起飛馬力：2,450hp / 2,800rpm / 推進+550mmHg

### Ha-44-12ru（Ha219ru）
- 渦輪增壓器
- 額定馬力：
  - 2,350hp / 2,700rpm / 高度1,100公尺
  - 2,200hp / 2,700rpm / 高度4,400公尺
  - 2,040hp / 2,700rpm / 高度11,000公尺
- 起飛馬力：2,450hp / 2,800rpm

## 主要搭載機種
- 富嶽轟炸機（計劃）
- 中島Ki-87戰鬥機（日语：キ87 (航空機)）（試作）

## 內部連結
- 中島飛機
- 中島榮發動機
- 中島Ha5發動機

## 外部連結
- （日語）中島の発動機について（页面存档备份，存于）